# Eduard Hitschmann

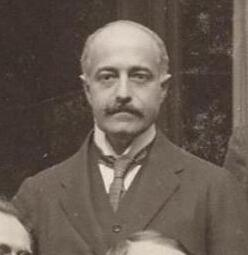
Eduard Hitschmann (1911)

Eduard Hitschmann (geboren 28. Juli 1871 in Wien, Österreich-Ungarn; gestorben 31. Juli 1957 in Bass Rocks, Massachusetts, USA) war ein österreichisch-US-amerikanischer Psychoanalytiker.

## Leben
Eduard Hitschmann war der Sohn eines leitenden Bankiers der Wiener Rothschildbank. Der ältere Bruder Maximilian Hitschmann (1870–1950) war Jurist und konnte vor den Nationalsozialisten fliehen, der jüngere Bruder Heinrich Hitschmann (1873–1944) war Bankier und kam im Ghetto Theresienstadt um. Hitschmann war mit der Sprachtherapeutin und Konzertsängerin Hedwig Schick (1891–1980) verheiratet, ihre 1914 geborene Tochter Margarethe studierte in Wien Medizin und bildete sich in den USA zur Psychoanalytikerin aus.
Hitschmann besuchte das Akademische Gymnasium und studierte Medizin an der Universität Wien, wo er 1895 promoviert wurde. 1904 eröffnete er eine internistische Praxis. Sigmund Freud warb ihn 1905 für die Loge B’nai B’rith und nahm ihn in die 1905 gegründeten Psychologischen Mittwoch-Gesellschaft auf, aus der dann die Wiener Psychoanalytische Vereinigung hervorging. In B’nai B’rith waren er und Oskar Rie aktive Mitglieder. 1908 nahm er am 1. Internationalen Psychoanalytischen Kongress in Salzburg teil und wurde beim zweiten Kongress 1910 in das Exekutiv-Komitee der neu gegründeten Internationalen Psychoanalytischen Vereinigung gewählt.
Er war 1913 Mitgründer der Internationalen Zeitschrift für Psychoanalyse und war mit Karl Abraham Redakteur des Jahrbuchs für psychoanalytische und psychopathologische Forschungen. Während des Ersten Weltkriegs arbeitete er am Sanitätsspital in Wien.

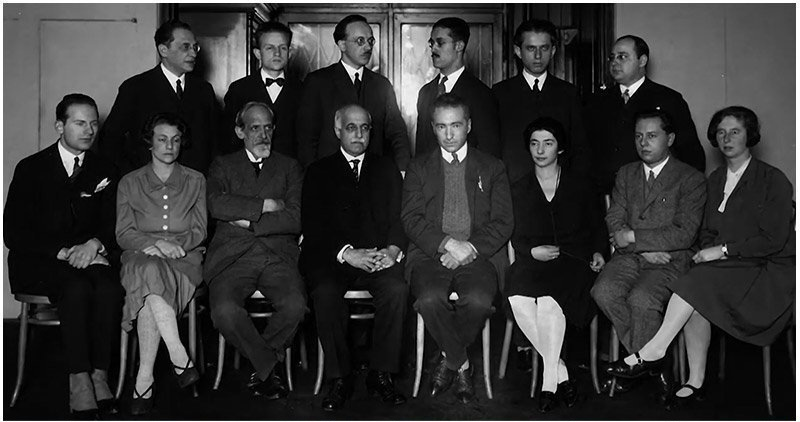
Eduard Hitschmann im Wiener Psychoanalytischen Ambulatorium 1922 (sitzend, 4. von links).
Foto: Ludwig Gutmann

Von 1922 bis 1938 war er Direktor des in den Räumen eines ehemaligen Militärkrankenhauses gegründeten Wiener Psychoanalytischen Ambulatoriums. 1933 war er kurzfristig Herausgeber der in Wien erscheinenden Zeitschrift Die psychoanalytische Bewegung. Hitschmann gehörte zu den Ärzten der Familie Freud. Nach dem Anschluss Österreichs 1938 emigrierte er mit seiner Familie nach London und nach dem Tode Sigmund Freuds in London zog er 1940 nach Cambridge in die USA. 1940–1955 war er am Boston Psychoanalytic Institute als Lehranalytiker tätig und hielt Vorlesungen an der Harvard Medical School. Er hatte mehrere Auseinandersetzungen mit Helene Deutsch.
Hitschmann verfasste über 100 wissenschaftliche Arbeiten zu Themen der Medizin, Psychopathologie und Psychoanalyse sowie zahlreiche analytische Biographien. Eines seiner wichtigsten Werke war 'Freuds Neurosenlehre' (1911) in welchem er den damaligen Stand der Psychoanalyse zusammenfassend darstellte und das als erstes Lehrbuch der noch jungen Psychoanalyse bezeichnet werden kann. 1956 erschien das Werk Great Men, eine Sammlung analytischer Biographien. Sein Aufsatz über Gottfried Keller aus dem Jahr 1919 wurde von den Nazis 1938 auf die Liste des schädlichen und unerwünschten Schrifttums gesetzt. Hitschmann schrieb auch unter dem Pseudonym Multaretuli.
Hitschmann starb in Bass Rocks, Massachusetts, USA, während seines Sommerurlaubs.

## Schriften (Auswahl)
- Freuds Neurosenlehre. Nach ihrem gegenwärtigen Stande zusammenfassend dargestellt, Wien 1910
- Schopenhauer. Versuch einer Psychoanalyse des Philosophen. In: Imago, 1912
- Gottfried Keller : Psychoanalytische Behauptungen und Vermutungen über sein Werk. In: Imago, 1916
- Gottfried Keller : Psychoanalyse des Dichters, seiner Gestalten und Motive. Leipzig : Internationaler Psychoanalytischer Verlag, 1919
- Freud’s Theories Of The Neuroses . Übersetzung Charles Rockwell Payne. Herausgeber Ernest Jones. New York  : Moffat, Yard and Company, 1917
- Ein Gespenst aus der Kindheit Knut Hamsuns. Leipzig : Internationaler psychoanalytischer Verlag, 1926
- Psychoanalytisches zur Persönlichkeit Goethes. Vortrag am 11. Januar 1930 im Wiener Goethe-Verein, 1932
- Johann Peter Eckermann : eine psychoanalytisch-biographische Studie : Vortrag, gehalten im „Wiener Goethe-Verein“, den 4. Februar 1933.
- Samuel Johnson’s character : a psychoanalytic interpretation, 1945
- mit Edmund Bergler: Die Geschlechtskälte der Frau : ihr Wesen und ihre Behandlung. Wien : Verl. d. „Ars Medici“, 1934
- mit Edmund Bergler: Talleyrand, Napoleon, Stendhal, Grabbe : psychoanalytisch-biographische Essays. Wien : Internat. Psychoanalytischer Verlag, 1935.
- Psychogene Spermatorrhoe, 1938
- Great men; psychoanalytic studies by Eduard Hitschmann. New York : International Universities Press, 1956
- Zur Entstehung des Kinderbuches von Selma Lagerlöf „Wunderbare Reise des Nils Holgersson mit den Wildgänsen“. In: Winfred Kaminski, Klaus Ulrich Pech (Hrsg.): Kinderliteratur und Psychoanalyse, 1982, S. 86–93